# Varanus storri
Varanus storri là một loài thằn lằn trong họ Varanidae. Loài này được Mertens mô tả khoa học đầu tiên năm 1966.

## Hình ảnh

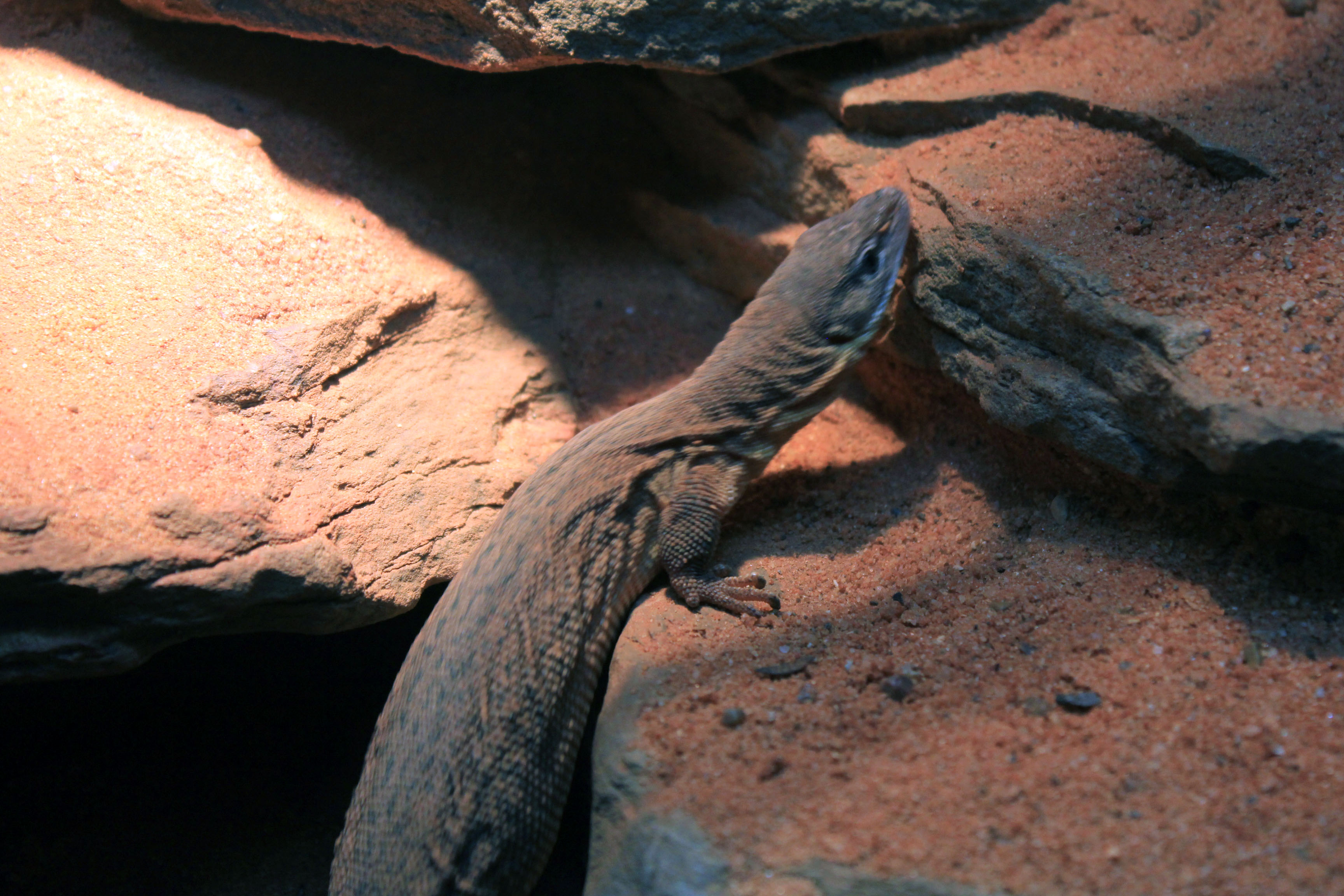